# Majorfalva (Névna)
Majorfalva (horvátul: Majar) falu Horvátországban, Eszék-Baranya megyében. Közigazgatásilag Névnához tartozik.

## Fekvése
Eszéktől légvonalban 45, közúton 60 km-re délnyugatra, Diakovártól légvonalban 13, közúton 19 km-re nyugatra, községközpontjától 5 km-re délkeletre, Szlavónia középső részén, a Dilj-hegység keleti lejtőin, a Breznica-patak partján, a Pozsegát Diakovárral összekötő főút mentén fekszik. Településrészei Kranjski dol és Rakovac.

## Története
A település a középkorban keletkezett. Névna várának tartozéka volt. Első írásos említése 1474-ben „Mayorfalwa” néven történt, amikor Mátyás király a névnai uradalmat Gábor kalocsai érseknek és testvérének, Matucsinai Zsigmondnak adta. A török 1536-ban foglalta el és szpáhi birtokként a Pozsegai szandzsák része lett. A török uralom idején horvát lakosság mellé Boszniából jelentős számú pravoszláv vlach családot telepítettek. A török kiűzése után a településen 20 ház állt. Ebben az időben a falut nagy kiterjedésű erdők vették körül. 1758-ban 44 ház állt a faluban, melyek közül 36 pravoszláv, 8 pedig katolikus családoké volt.
Az első katonai felmérés térképén „Mayar” néven található. Lipszky János 1808-ban Budán kiadott repertóriumában „Majar” néven szerepel. Nagy Lajos 1829-ben kiadott művében „Majar” néven 56 házzal, 18 katolikus és 328 ortodox vallású lakossal találjuk. A 19. század második felében a szerbek és horvátok mellé magyar és német lakosság telepedett le.
A településnek 1857-ben 385, 1910-ben 555 lakosa volt. Verőce vármegye Diakovári járásának része volt. Az 1910-es népszámlálás adatai szerint lakosságának 41%-a szerb, 25%-a horvát, 19%-a magyar, 13%-a német anyanyelvű volt. Az első világháború után 1918-ban az új szerb-horvát-szlovén állam, majd később (1929-ben) Jugoszlávia része lett. A második világháború idején a magyar és német lakosság elmenekült a partizánok elől. 1991-től a független Horvátországhoz tartozik. 1991-ben lakosságának 53%-a horvát, 41%-a szerb nemzetiségű volt. 2011-ben a településnek 148 lakosa volt.

## Lakossága
| Lakosság változása | Lakosság változása | Lakosság változása | Lakosság változása | Lakosság változása | Lakosság változása | Lakosság változása | Lakosság változása | Lakosság változása | Lakosság változása | Lakosság változása | Lakosság változása | Lakosság változása | Lakosság változása | Lakosság változása | Lakosság változása |
| ------------------ | ------------------ | ------------------ | ------------------ | ------------------ | ------------------ | ------------------ | ------------------ | ------------------ | ------------------ | ------------------ | ------------------ | ------------------ | ------------------ | ------------------ | ------------------ |
| 1857               | 1869               | 1880               | 1890               | 1900               | 1910               | 1921               | 1931               | 1948               | 1953               | 1961               | 1971               | 1981               | 1991               | 2001               | 2011               |
| 385                | 417                | 340                | 352                | 401                | 555                | 572                | 654                | 598                | 569                | 463                | 349                | 270                | 219                | 203                | 148                |

## Nevezetességei
- Szent Máté apostol tiszteletére szentelt római katolikus temploma.
- A Legszentebb Istenanya születése (Kisboldogasszony) tiszteletére szentelt pravoszláv temploma.

## Oktatás
„Silvije Strahimir Kranjčević” általános iskola alsó tagozatos területi iskolája, Névna.